# Aeranthes nidus
Aeranthes nidus är en orkidéart som beskrevs av Rudolf Schlechter. Aeranthes nidus ingår i släktet Aeranthes och familjen orkidéer. Inga underarter finns listade i Catalogue of Life.